# هاینالکا شیپوش
هاینالکا شیپوش (مجاری: Sipos Hajnalka؛ زادهٔ ۱۱ اکتبر ۱۹۷۲) بازیکن فوتبال اهل مجارستان است.
وی همچنین در تیم ملی فوتبال زنان مجارستان بازی کرده‌است.